# یک‌ریختی گروه‌ها
در جبر مجرد، یک‌ریختی گروه‌ها (انگلیسی: Group isomorphism) تابعی است بین دو ریاضیاتی که رابطه‌ای یک‌به‌یک بین عناصر دو گروه تشکیل می‌دهد به شکلی که عمگرهای گروه‌های داده شده حفظ شوند. اگر بین دو گروه یک‌ریختی وجود داشته باشد آن گروه‌ها یک‌ریخت خوانده می‌شوند. در نظریهٔ گروه‌ها، گروه‌های یک‌ریخت ویژگی‌های یکسانی دارند و لازم نیست از هم تمیز داده شوند.

## مثال‌ها
برخی از یک‌ریختی های گروهی معروف عبارتند از:
- گروه همهٔ اعداد حقیقی تحت جمع، {\displaystyle (\mathbb {R} ,+)} یک‌ریخت است با گروه اعداد حقیقی مثبت {\displaystyle (\mathbb {R} ^{\times },\times )} تحت ضرب:

{\displaystyle (\mathbb {R} ,+)\cong (\mathbb {R} ^{+},\times )}
{\displaystyle f(x)=e^{x}} (تابع نمایی را ببینید).
- گروه {\displaystyle \mathbb {Z} } اعداد صحیح (تحت جمع) زیرگروهی از {\displaystyle \mathbb {R} } بوده و گروه خارج قسمتی {\displaystyle \mathbb {R} /\mathbb {Z} } یک ریخت است با گروه {\displaystyle S^{1}} (اعداد مختلط با قدر مطلق 1):

{\displaystyle \mathbb {R} /\mathbb {Z} \cong S^{1}}